# Platyarthrus dalmaticus
Platyarthrus dalmaticus är en kräftdjursart som beskrevs av Karl Wilhelm Verhoeff1908. Platyarthrus dalmaticus ingår i släktet Platyarthrus och familjen myrbogråsuggor. Inga underarter finns listade i Catalogue of Life.